# 拉耶島
拉耶島（英語：Lahille Island）是南極洲的島嶼，位於葛拉漢地西岸，處於努內茲角以西4公里，長6公里，由讓-巴蒂斯特·夏古率領的法國探險隊發現和繪入地圖，現時由南極條約體系管理。